# Związek gmin Rauenberg
Związek gmin Rauenberg – związek gmin w Niemczech, w kraju związkowym Badenia-Wirtembergia, w rejencji Karlsruhe, w regionie Rhein-Neckar, w powiecie Rhein-Neckar-Kreis. Siedziba związku znajduje się w mieście Rauenberg.
Związek zrzesza jedno miasto i dwie gminy wiejskie:
- Malsch, 3410 mieszkańców, 6,77 km²
- Mühlhausen, 8185 mieszkańców, 15,31 km²
- Rauenberg, miasto, 7545 mieszkańców, 11,12 km²